# Moves Like Jagger
A Moves like Jagger a Maroon 5 amerikai együttes és Christina Aguilera közös dala, amely a Maroon 5 harmadik stúdióalbuma, a Hands All Over új kiadásának negyedik, utolsó kislemezeként jelent meg 2011. június 21-én. Szerzői Adam Levine, Benjamin Levin, Ammar Malik és Shellback, producerei Shellback és Benny Blanco. A Moves like Jagger dancepop és elektropop stílusú, szövege egy férfiról szól, aki a táncával le tudja nyűgözni a nőket, mert úgy mozog, mint Mick Jagger.
A dalt jól fogadták a zenekritikusok, különösen a refrént dicsérték, illetve a Levine és Aguilera közti összhangot. A dal 18 országban került a slágerlisták élére, az Egyesült Államokban a Maroon 5 első top 10-es slágere a 2007-ben megjelent Makes Me Wonder és Christina Aguilera első top 10-es slágere a 2008-as Keeps Gettin’ Better után. Minden idők egyik legnagyobb példányszámban elkelt dalai közé tartozik. Aguilera a második énekesnő, akinek listavezető dala lett az 1990-es, a 2000-es és a 2010-es években is. Világszerte a 2011-es év kilencedik legnagyobb példányszámban elkelt kislemezévé vált, 7 millió eladott példánnyal. 2012-ben minden idők nyolcadik legnagyobb példányszámban elkelt digitális kislemeze lett 10.7 millió letöltéssel.
A dal videóklipjét Jonas Åkerlund rendezte és 2011 augusztusában jelent meg. A klipben maga Mick Jagger is szerepel részben archív felvételeken. A dalt az 54. Grammy-díjkiosztón jelölték a Legjobb popdal duótól vagy együttestől kategóriában, de a díjat Tony Bennett és Amy Winehouse Body and Soul című duettje kapta meg. A dalt először 2011 júniusában lehetett hallani a The Voice tehetségkutatóban, ahol Adam Levine és Christina Aguilera is zsűritag volt. 2020 decemberétől a videó már több mint 700 millió megtekintést kapott a YouTube-on.